# Hexanitrobenzen
Hexanitrobenzen (1,2,3,4,5,6-hexanitrobenzen) je sloučenina se šesti nitroskupinami navázanými na centrální benzenové jádro. Za běžných podmínek je to žlutá či hnědá krystalická látka. Jedná se o velmi silnou výbušninu s nulovou kyslíkovou bilanci.

## Vlastnosti

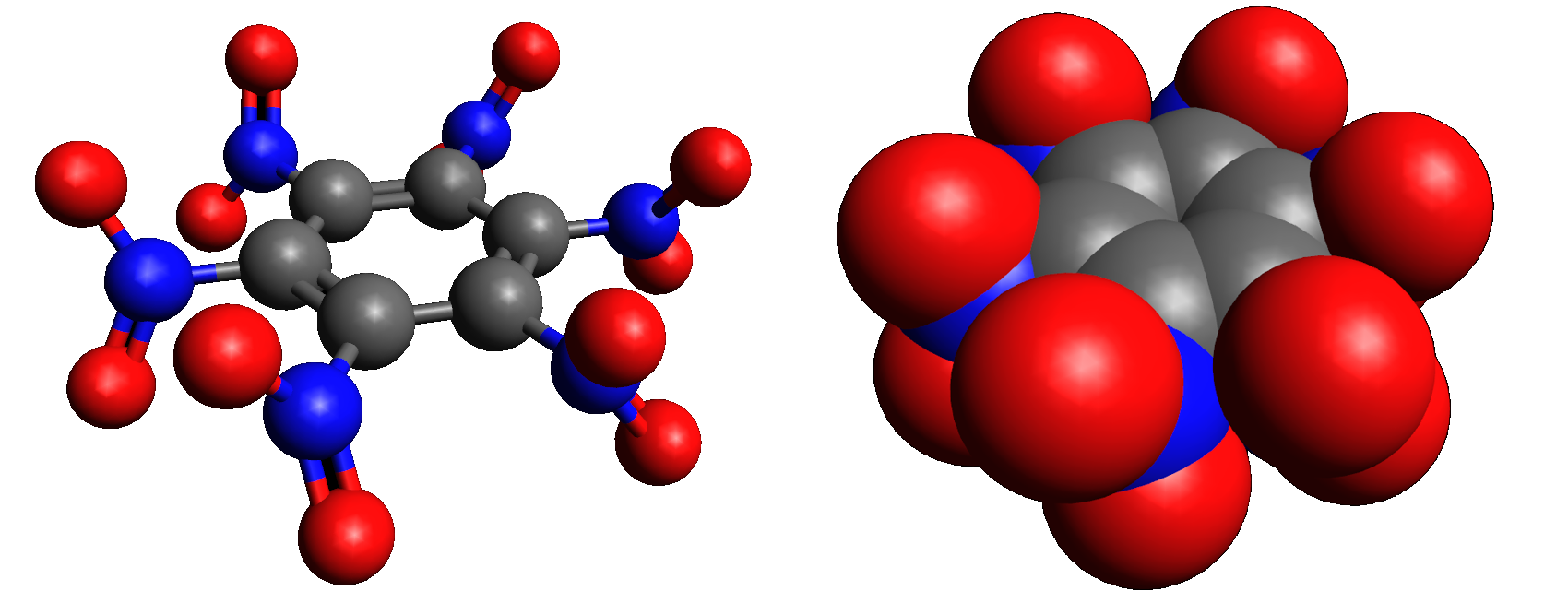
Pohled na molekulu nitrobenzenu. Vlevo tyčinkový, vpravo kalotový model

Ve stabilní konformaci molekuly hexanitrobenzenu jsou nitroskupiny stočené oproti rovině aromatického jádra. Molekula zaujímá konformaci podobnou lodnímu šroubu, s náklonem nitroskupin přibližně 53° proti planárnímu uspořádání.
Kvůli citlivosti na světlo je bezpečné využití hexanitrobenzenu obtížné. Figuruje jako prekurzor při výrobě výbušniny TATB (triaminotrinitrobenzen).

## Příprava
Výroba hexanitrobenzenu přímou nitrací benzenu je prakticky nemožná. Důvodem jsou přibývající nitroskupiny, které deaktivují jádro a znesnadňují další substituci. Vhodnou metodou je oxidace pentanitroanilinu peroxidem vodíku v kyselině sírové.